# Charles Correa
Pour les articles homonymes, voir Correa (homonymie).
Ne doit pas être confondu avec le sculpteur français Charles Correia.
Charles Correa, né le 1er septembre 1930 à Hyderabad en Andhra Pradesh en Inde et mort à Bombay le 16 juin 2015, est un architecte indien, théoricien et figure de l'architecture contemporaine.

## Biographie
Il fait ses études à l'université du Michigan et au Massachusetts Institute of Technology.
Il ouvre son agence à Bombay en 1958 après une brève collaboration avec Balkrishna Vithaldas Doshi à Ahmedabad.

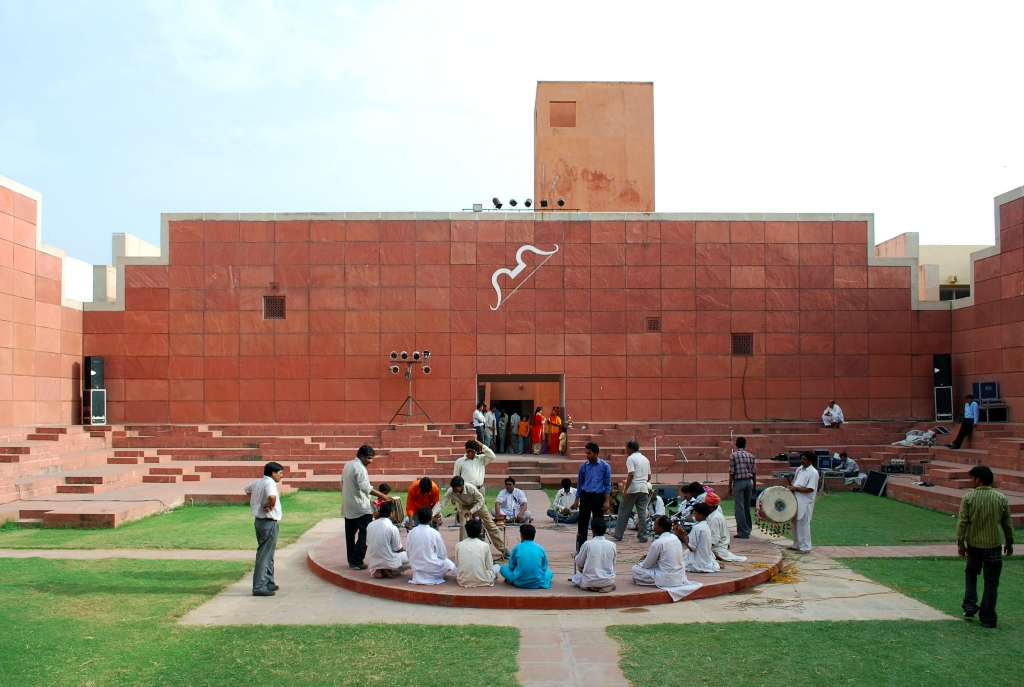
Cour centrale du Jawahar Kala Kendra à Jaipur, construit en 1993.

Son œuvre montre une adaptation compréhensive et étudiée du modernisme à une culture non-occidentale. Ses premiers travaux traitent de l'architecture vernaculaire dans un environnement moderne. Sa gestion du paysage et des projets sociaux se concentrent sur la recherche de solutions spécifiques au problème du Tiers-monde.

## Principales réalisations
Du projet de Navi Mumbai au mémorial pour le Mahatma Gandhi au Ashram de Sabarmati à  Ahmedabad, ses projets font des ressources locales, de l'énergie et du climat les déterminants essentiels de la composition spatiale.
- 1993 Le complexe culturel Jawahar Kala Kendra (en), à Jaipur
- 1974 L'Église Notre-Dame-du-Salut, à Dadar  (Bombay)
- 1982 Bharat Bhavan, complexe culturel, à Bhopal
- 1970-1983 Kanchanjunga Apts, à Bombay
- 1958-1963 Ashram de Sabarmati, à Ahmedabad

## Publications
- (en) Charles Correa, Charles Correa, Kenneth Frampton, Harles Correa, Thames & Hudson, 1997,  (ISBN 0-500-09268-0).
- (en) High-rise Housing in India, Charles Correa, ArchitectureWeek, no 22, 2000. 1011, pN1.1.
- (en) Correa in Cambridge, Michael J. Crosbie, ArchitectureWeek, no 296, 2006. 0726, pD1.1.